# Obergrenzebach
Obergrenzebach ist ein Ortsteil der Gemeinde Frielendorf im nordhessischen Schwalm-Eder-Kreis.

## Geographische Lage
Obergrenzebach liegt knapp 6,5 km südsüdwestlich des Frielendorfer Kernorts in den Westausläufern des Knüllgebirges am östlichen Schwalm-Zufluss Grenzebach. Durch das Dorf verläuft die Landesstraße 3155 (Niedergrenzebach–Obergrenzebach–Seigertshausen). Mitten im Dorf steht die Kirche.

## Geschichte
Die älteste bekannte schriftliche Erwähnung von Obergrenzebach erfolgte unter dem Namen Grincenbach um das Jahr 1015. Eine Unterscheidung zwischen Ober- und Nieder-Grenzebach ist hier noch nicht möglich.
Im Zuge der Gebietsreform in Hessen bildeten am 31. Dezember 1971 die bis dahin selbständigen Gemeinden Leimsfeld, Obergrenzebach und Schönborn die neue Gemeinde Grenzebach.
Da die Gemeinde Grenzebach nach Ansicht der hessischen Landesregierung noch immer zu klein war, wurde sie am 1. Januar 1974 kraft Landesgesetz mit der zuvor gebildeten Großgemeinde Frielendorf und sechs weiteren Gemeinden zur neuen Großgemeinde Frielendorf zusammengeschlossen. Diese wechselte in den neu geschaffenen Schwalm-Eder-Kreis. Als Verwaltungssitz wurde Frielendorf bestimmt. Für die ehemals eigenständigen Gemeinden von Frielendorf wurde je ein Ortsbezirk mit Ortsbeirat und Ortsvorsteher nach der Hessischen Gemeindeordnung gebildet.

## Bevölkerung

### Einwohnerstruktur 2011
Nach den Erhebungen des Zensus 2011 lebten am Stichtag, dem 9. Mai 2011, in Obergrenzebach 828 Einwohner. Darunter waren 3 (0,4 %) Ausländer.
Nach dem Lebensalter waren 132 Einwohner unter 18 Jahren, 339 zwischen 18 und 49, 192 zwischen 50 und 64 und 168 Einwohner waren älter. Die Einwohner lebten in 336 Haushalten. Davon waren 75 Singlehaushalte, 99 Paare ohne Kinder und 126 Paare mit Kindern, sowie 36 Alleinerziehende und 3 Wohngemeinschaften. In 60 Haushalten lebten ausschließlich Senioren und in 219 Haushaltungen lebten keine Senioren.

### Einwohnerentwicklung
| Quelle: Historisches Ortslexikon |                                                      |
| • um 1510:                       | 14 wehrhafte Männer                                  |
| • 1585:                          | 61 Hausgesesse                                       |
| • 1639:                          | 36 Hausgesesse, eine Witwe                           |
| • 1681:                          | 38 Hausgesesse, 6 Ausschuss, zwei Junggesellen       |
| • 1750:                          | 60 Wohnhäuser einschließlich 3 Mühlen, 305 Einwohner |

| Obergrenzebach: Einwohnerzahlen von 1834 bis 2017 | Obergrenzebach: Einwohnerzahlen von 1834 bis 2017 | Obergrenzebach: Einwohnerzahlen von 1834 bis 2017 | Obergrenzebach: Einwohnerzahlen von 1834 bis 2017 | Obergrenzebach: Einwohnerzahlen von 1834 bis 2017 |
| --- | ------------------------------------------------- | ------------------------------------------------- | ------------------------------------------------- | ------------------------------------------------- |
| Jahr |                                                   |                                                   |                                                   | Einwohner                                         |
| 1834 | 1834                                              |                                                   | 546                                               | 546                                               |
| 1840 | 1840                                              |                                                   | 590                                               | 590                                               |
| 1846 | 1846                                              |                                                   | 611                                               | 611                                               |
| 1852 | 1852                                              |                                                   | 626                                               | 626                                               |
| 1858 | 1858                                              |                                                   | 605                                               | 605                                               |
| 1864 | 1864                                              |                                                   | 630                                               | 630                                               |
| 1871 | 1871                                              |                                                   | 576                                               | 576                                               |
| 1875 | 1875                                              |                                                   | 562                                               | 562                                               |
| 1885 | 1885                                              |                                                   | 579                                               | 579                                               |
| 1895 | 1895                                              |                                                   | 584                                               | 584                                               |
| 1905 | 1905                                              |                                                   | 608                                               | 608                                               |
| 1910 | 1910                                              |                                                   | 638                                               | 638                                               |
| 1925 | 1925                                              |                                                   | 664                                               | 664                                               |
| 1939 | 1939                                              |                                                   | 699                                               | 699                                               |
| 1946 | 1946                                              |                                                   | 1.065                                             | 1.065                                             |
| 1950 | 1950                                              |                                                   | 1.024                                             | 1.024                                             |
| 1956 | 1956                                              |                                                   | 898                                               | 898                                               |
| 1961 | 1961                                              |                                                   | 915                                               | 915                                               |
| 1967 | 1967                                              |                                                   | 914                                               | 914                                               |
| 1980 | 1980                                              |                                                   | ?                                                 | ?                                                 |
| 1990 | 1990                                              |                                                   | ?                                                 | ?                                                 |
| 2000 | 2000                                              |                                                   | ?                                                 | ?                                                 |
| 2011 | 2011                                              |                                                   | 828                                               | 828                                               |
| 2017 | 2017                                              |                                                   | 810                                               | 810                                               |
| Datenquelle: Historisches Gemeindeverzeichnis für Hessen: Die Bevölkerung der Gemeinden 1834 bis 1967. Wiesbaden: Hessisches Statistisches Landesamt, 1968. Weitere Quellen: LAGIS; Gemeinde Frielendorf, Zensus 2011 |                                                   |                                                   |                                                   |                                                   |

### Historische Religionszugehörigkeit
| Quelle: Historisches Ortslexikon |                                                                   |
| • 1861:                          | 617 evangelisch-reformierte Einwohner.                            |
| • 1885:                          | 579 evangelische (= 100 %) Einwohner                              |
| • 1961:                          | 860 evangelische (= 93,99 %), 54 katholische (= 5,90 %) Einwohner |

### Historische Erwerbstätigkeit
| • 1750: | 5 Wagner, ein Zimmermann, drei Schneider, drei Schmiede, vier Leineweber, ein Faßbinder, zwei Maurer, drei Tagelöhner, drei Müller, ein Branntweinbrenner, zwei Branntweinschenken, welche dem Schneider und Branntweinbrenner zugerechnet werden, ein Handelsjude |
| • 1838  | Familien: 33 Ackerbau, 31 Gewerbe, 32 Tagelöhner |
| • 1961  | Erwerbspersonen: 197 Land - und Forstwirtschaft, 176 produzierendes Gewerbe, 26 Handel und Verkehr, 37 Dienstleistungen und Sonstiges |

## Politik
Für Obergrenzebach besteht ein Ortsbezirk (Gebiete der ehemaligen Gemeinde Obergrenzebach) mit Ortsbeirat und Ortsvorsteher nach der Hessischen Gemeindeordnung. Der Ortsbeirat besteht aus neun Mitgliedern.
Bei den Kommunalwahlen in Hessen 2021 betrug die Wahlbeteiligung zum Ortsbeirat Obergrenzebach 55,9 %. Es erhielten die SPD mit 84,4 % der Stimmen 8 Sitze und die „Freie Wählergemeinschaft Frielendorf“ mit 15,2 % einen Sitz. Der Ortsbeirat wählte Markus Mühling (SPD) zum Ortsvorsteher.